# Les Petits Meurtres d'Agatha Christie
Les Petits Meurtres d'Agatha Christie (Brasil: Os Pequenos Crimes de Agatha Christie ) é uma telessérie francesa, transmitida pelo canal France 2. No Brasil, a série é transmitida desde 10 de agosto de 2013 pela TV Brasil 

## Episódios
- Assassinatos em série  [2]
- Quem vai morrer? [3]
- Pena envenenada  [4]
- A casa do perigo [5]
- O gato e os ratos [6]
- Eu sou inocente h[7]
- Os cinco porquinhos [8]
- Fluxo e refluxo [9]
- Um cadáver sobre a cama [10]
- Crimes do sono [11]
- Uma faca no pescoço [12]